# Großschmiedestraße 21 (Wismar)
Das Wohnhaus Großschmiedestraße 21 in Wismar-Altstadt, Großschmiedestraße, ist ein Gebäude von 1689.
Das Gebäude steht unter Denkmalschutz.

## Geschichte
Das zweigeschossige, verputzte Fachwerkhaus von 1689 aus der Zeit der Renaissance wurde für den Oberstleutnant David Friedrich Wackenhusen auf einem damals größeren Grundstück (bis zur Turmstraße) gebaut. Die Rückfassade ist ein verputztes Fachwerk. Einige Reste einer Brandwand stammen aus dem 13./14. Jahrhundert.
Nach 1730 fand eine Sanierung statt, um 1760 Umbauten (Tür mit Rundbogen, Fenster), in den 1840er Jahren weitere Umbauten (Treppe, Fenster) und um 1860/70 baute der Stadtphysicus Rose die Durchfahrt mit dem Segmentbogen mit dem Löwen als Zierfigur. Bombenschäden von 1944 wurden ausgebessert. Durch mangelnde Bauunterhaltung musste das Gebäude 1990 gesperrt werden. Mit Mitteln der Städtebauförderung wurde es 2014/15 mit nunmehr drei Wohnungen saniert.